# Landkreuzer P. 1500 Monster
Landkreuzer P 1500 Monster byl návrh německého supertěžkého tanku z 2. světové války. Reprezentoval vrchol německého vývoje supertěžkých tanků.

## Koncepce

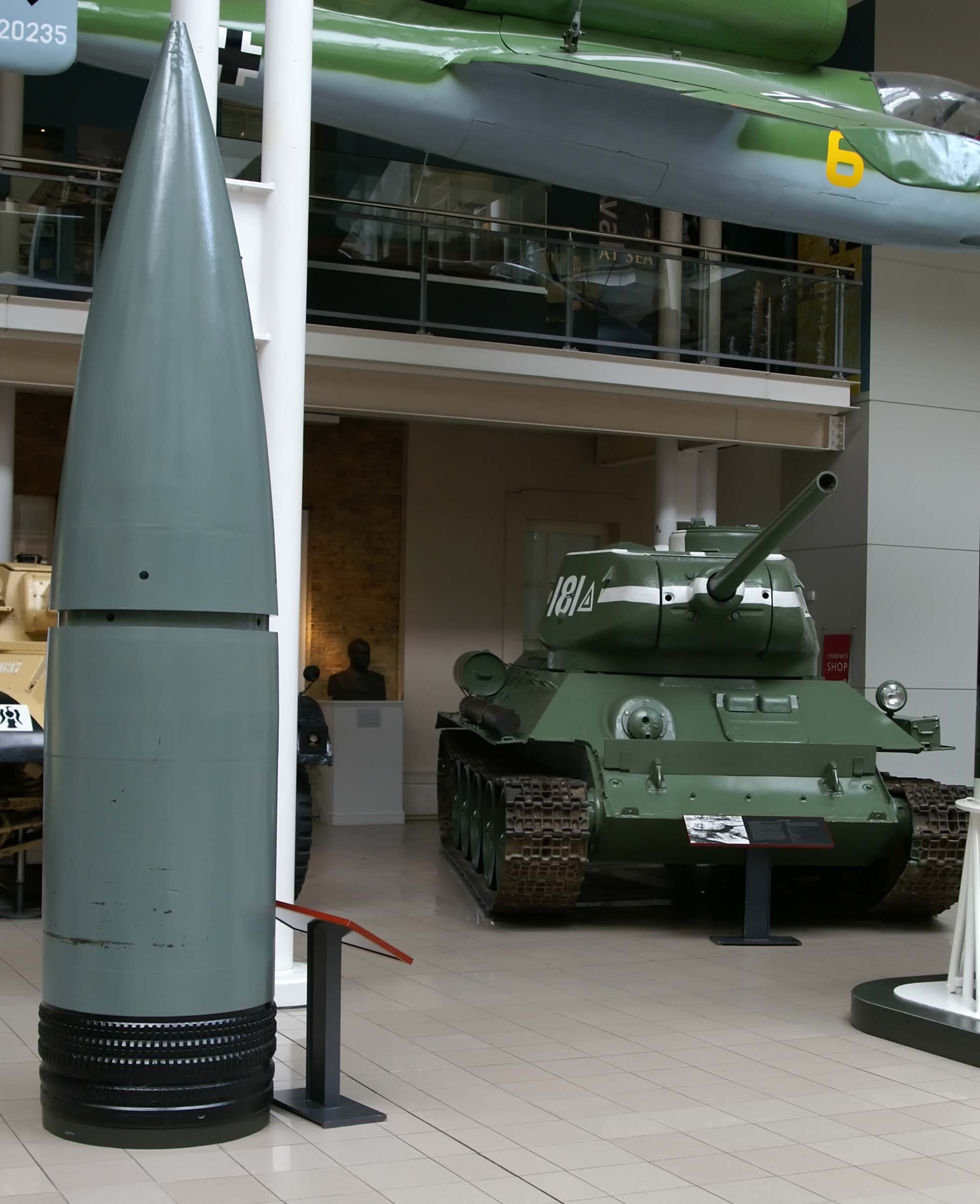
80 cm granát v porovnání s T-34

23. června 1942 navrhlo německé ministerstvo výzbroje 1 000 tunový tank Landkreuzer P. 1000 Ratte. Adolfa Hitlera projekt zaujal a tak byl schválen. V prosinci tohoto roku navrhla společnost Krupp větší, 1 500 tunový tank Landkreuzer P.1500 Monster. V roce 1943 však byly oba projekty zastaveny Albertem Speerem.

## Účel
Landkreuzer P.1500 Monster měl být mobilní dělostřelecká pevnost, jejíž dělo ráže 80 cm mělo mít dostřel 37 km a jeho 7 tunové projektily měly zničit jakýkoliv opevněný cíl. Jednalo by se o největší mobilní dělostřeleckou jednotku, jaká by byla kdy postavena.

## Specifikace
Šlo o největší projekt supertěžkého tanku, který byl kdy navržen. Německý tank Panzer VIII Maus byl zase největším, jaký byl kdy postaven. Pro porovnání, Landkreuzer P.1500 Monster měl vážit 1 500 tun, Maus „jen“ 188 tun a těžký tank Tiger jen 57 tun. Lankreuzer P.1500 Monster měl mít čelní pancíř silný 250 mm a pohánět ho měly 4 dieselové motory, které používaly ponorky. Hlavní výzbroj mělo tvořit 80 cm dělo, vedlejší dvě těžké houfnice ráže 15cm sFH 18 a kanony MG 151.

## Závěr
Vývoj těchto tanků přinášel mnohé problémy spojené s hmotností. Tato vozidla nemohla používat cesty natož mosty, nemohla být přepravována železnicí a motory měly obrovskou spotřebu. Čím byl tank větší a těžší, tím byly i tyto problémy větší, až se tank stal nemožným a nepoužitelným. Problémy dělal i pohon - motory z ponorek by sice dokázaly Landkreuzerem pohnout, ale i tak by se pohyboval pomalu a byl by velmi zranitelný útokem ze vzduchu.